# Talsperre São Domingos
Die Talsperre São Domingos (portugiesisch Barragem de São Domingos) liegt in der Region Mitte Portugals im Distrikt Leiria. Sie staut den São Domingos zu einem Stausee auf. Die Gemeinde Atouguia da Baleia befindet sich ca. 200 m nordwestlich der Talsperre.
Mit dem Projekt zur Errichtung der Talsperre wurde im Jahre 1987 begonnen. Der Bau wurde 1993 fertiggestellt. Die Talsperre dient neben der Trinkwasserversorgung auch der Bewässerung. Sie ist im Besitz von C M Peniche.

## Absperrbauwerk
Das Absperrbauwerk ist ein Staudamm mit einer Höhe von 39 m über der Gründungssohle (33 m über dem Flussbett). Die Dammkrone liegt auf einer Höhe von 46 m über dem Meeresspiegel. Die Länge der Dammkrone beträgt 280 m und ihre Breite 8 m. Das Volumen des Staudamms umfasst 260.000 m³.
Der Staudamm verfügt sowohl über einen Grundablass als auch über eine Hochwasserentlastung. Über den Grundablass können maximal 4,1 m³/s abgeleitet werden, über die Hochwasserentlastung maximal 114,39 m³/s. Das Bemessungshochwasser liegt bei 224,4 m³/s; die Wahrscheinlichkeit für das Auftreten dieses Ereignisses wurde mit einmal in 1.000 Jahren bestimmt.

## Stausee
Beim normalen Stauziel von 42,5 m (maximal 44,76 m bei Hochwasser) erstreckt sich der Stausee über eine Fläche von rund 0,96 km² und fasst 7,9 Mio. m³ Wasser, davon können 7,55 Mio. m³ genutzt werden. Das minimale Stauziel liegt bei 22 m.